# Xã Allegheny, Quận Somerset, Pennsylvania
Xã Allegheny (tiếng Anh: Allegheny Township) là một xã thuộc quận Somerset, tiểu bang Pennsylvania, Hoa Kỳ. Năm 2010, dân số của xã này là 692 người.